# IC 1294
IC 1294 — галактика типу *Grp (велика група зірок) у сузір'ї Ліра.
Цей об'єкт міститься в оригінальній редакції індексного каталогу.